# Михайловка (Каменский район, Ростовская область)
Миха́йловка — хутор в Каменском районе Ростовской области.
Входит в состав Красновского сельского поселения.

## География
Хутор находится на левом берегу реки Северский Донец, недалеко от границы с Украиной, на расстоянии 33 км к юго-западу от посёлка городского типа Глубокий, административного центра района.

## Население
| 2010 |
| ---- |
| 473  |

## Улицы
| - ул. Гагарина, - ул. Донская, - ул. Заречная, - ул. Лесная, | - ул. Лесхозная, - ул. Парковая, - ул. Профильная, - ул. Пушкина. |